# Liste der deutschen Botschafter in Kambodscha
Die Liste der deutschen Botschafter in Kambodscha enthält die Botschafter der Bundesrepublik Deutschland in Kambodscha. Sitz der Botschaft ist in Phnom Penh.
| Name                                                                        | Amtszeit  | Anmerkungen                                                  |
| --------------------------------------------------------------------------- | --------- | ------------------------------------------------------------ |
| Gerd Berendonck                                                             | 1964–1969 |                                                              |
| Hans-Joachim Eick                                                           | 1969      |                                                              |
| unterbrochene Beziehungen von 1969 bis 1993 Wiederaufnahme: 3. Oktober 1993 |           |                                                              |
| Wolfgang Lerke                                                              | 1992–1994 | Ständiger Vertreter beim Obersten Nationalrat von Kambodscha |
| Wiprecht von Treskow                                                        | 1994–1997 |                                                              |
| Harald Leuschner                                                            | 1997–2001 |                                                              |
| Helmut Ohlraun                                                              | 2001–2004 |                                                              |
| Pius Fischer                                                                | 2004–2007 |                                                              |
| Frank Marcus Mann                                                           | 2007–2010 |                                                              |
| Wolfgang Moser                                                              | 2010–2013 |                                                              |
| Joachim Freiherr Marschall von Bieberstein                                  | 2013–2016 |                                                              |
| Ingo-Heinz Karsten                                                          | 2016–2019 |                                                              |
| Christian Berger                                                            | 2019–2022 |                                                              |
| Stefan Messerer                                                             | seit 2022 |                                                              |